# Wide Viewing Angle
Wide Viewing Angle (WVA) kennzeichnet bei modernen Flüssigkristallbildschirmen (TFT-Displays) eine geringe Blickwinkelabhängigkeit. Der aus dem Englischen stammende Begriff bedeutet wörtlich übersetzt „breiter Betrachtungswinkel“, gebräuchlich sind im Deutschen jedoch eher Synonyme wie „geringe Blickwinkelabhängigkeit“ oder „großer Blickwinkelbereich“.
Mit Wide Viewing Angle werden keine technischen Grundeigenschaften definiert. Manche Hersteller verwenden den Begriff als Schlagwort (engl. Buzzword), um TFT-Displays mit unterschiedlichen Fähigkeiten hinsichtlich verbesserter Blickwinkelstabilität hervorzuheben.
Meist werden in entsprechenden TFT-Displays PVA-, MVA-, IPS- oder S-IPS-Panels eingesetzt.